# Proctophyllodidae
Proctophyllodidae (лат.) — семейство перьевых клещей (Analgoidea) из гипотряда Astigmata. Встречаются повсеместно.
Семейство Proctophyllodidae включает в себя около 400 видов и 50 родов, которые обнаруживаются в покровных и маховых перьях разнообразных птиц, в основном из отрядов воробьинообразные и Apodiformes (колибри, Trochilidae). Некоторые виды встречаются на птицах из отрядов Coraciiformes, Piciformes, Trogoniformes, Caprimulgiformes, Gruiformes, Musophagiformes и Psittaciformes.

## Систематика
400 видов и 50 родов. Выделяют 2 подсемейства, Proctophyllodinae (240 видов и 22 рода) и Pterodectinae (165 видов и 28 родов) (Gaud & Atyeo 1996; Mironov 2009, 2012; Mironov & González-Acuña 2009, 2011; Mironov et al. 2012b; Hernandes & Valim 2014; Mironov & OConnor 2014).
| Proctophyllodinae - Allodectes Gaud & Berla, 1963 - Anisophyllodes Atyeo, 1967 - Bradyphyllodes Atyeo and Gaud, 1970 - Diproctophyllodes Atyeo and Gaud, 1968 - Favettea Trouessart, 1915 - Hemipterodectes Berla, 1959 - Joubertophyllodes Atyeo & Gaud, 1971 - Monojoubertia Radford, 1950 - Nycteridocaulus Atyeo, 1966 - Philepittalges Atyeo, 1966 - Proctophyllodes Robin, 1868 - Ptyctophyllodes Atyeo, 1967 - Tanyphyllodes Atyeo, 1966 | Pterodectinae - Anisodiscus Gaud & Mouchet, 1957 - Dolichodectes - Megalodectes - Montesauria Oudemans, 1905 - Neodectes - Pedanodectes - Proterothrix Gaud, 1968 - Pterodectes Robin, 1877 - Syntomodectes - Toxerodectes - Trochilodectes - Xynonodectes |